# La Rodona (Sitges)
La Rodona és una muntanya de 55 metres que es troba al municipi de Sitges, a la comarca del Garraf.